# Nina Cassian
Nina Cassian, pseudonimo di Renée Annie Cassian-Mătăsaru (Galați, 27 novembre 1924 – New York, 15 aprile 2014), è stata una poetessa, scrittrice e traduttrice romena.

## Biografia
Tra il 1926 e il 1935 vive e studia a Brașov, successivamente si trasferisce a Bucarest dove termina gli studi liceali. Nella capitale inizia a frequentare corsi di recitazione con l'attrice Beate Fredanov, la scuola di pittura diretta dall'artista M.H. Maxy e studiare il pianoforte con il musicista Constantin Silvestri. 
Nel 1943 sposa lo scrittore Vladimir Colin da cui divorzia nel 1948, per sposarsi con il critico letterario Al. I. Stefanescu. 
Nel 1944 si iscrive alla Facoltà di Lettere e Filosofia, senza mai completare gli studi universitari. Nel 1945 pubblica la sua prima poesia sul giornale România liberă, seguita a due anni di distanza dal volume La scară 1/1, opera stilisticamente vicina all'espressività delle avanguardie artistiche e per questo definita decadente dalla critica ufficiale comunista. 
Negli anni successivi aderisce allo stile imposto dal regime scrivendo versi encomiastici verso il regime comunista e i suoi leader. A questo periodo risalgono le raccolte Sufletul nostru (1949), An viu - nouă sute și șaptesprezece (1949), Tinerețe (1953), Florile patriei (1954) e Versuri alese (1955). Solo nel 1957 con i volumi Vârstele anului e Dialogul vântului cu marea
La poetessa riapproda a una poesia svincolata dalla celebrazione ideologica del regime comunista. Negli anni successivi si dedica a un'intensa attività poetica e alla produzione di libri per bambini. Nel 1969 riceve il Premio dell'Unione degli Scrittori di Romania. 
Nel 1985 è invitata negli Stati Uniti a tenere un corso di "Creative Writting" all'Università di New York e decide di non rientrare più in Romania. Ha vissuto a New York fino alla morte, avvenuta il 15 aprile 2014, all'età di 89 anni, a seguito di un attacco cardiaco.

## Opere
- La scara 1/1 ("Scala 1/1"), 1947
- Sufletul nostru ("La nostra anima"), 1949
- An viu, nouă sute şi şaptesprezece ("Anno vivo, novecento e diciassette"), 1949
- Horea nu mai este singur ("Horea non è più solo"), 1952
- Tinereţe ("Gioventù"), 1953
- Versuri alese ("Versi scelti"),1955
- Vârstele anului ("Le età dell'anno"), 1957
- Dialogul vântului cu marea ("Dialogo del vento col mare"), 1957
- Spectacol în aer liber - o monografie a dragostei ("Spettacolo all'aperto – una monografia dell'amore"), 1961
- Să ne facem daruri ("Facciamoci dei doni"), 1963
- Disciplina harfei ("La disciplina dell'arpa"), 1964
- Sângele ("Il sangue"), 1966
- Destine paralele ("Destini paralleli"), 1967
- Ambitus, 1969
- Cronofagie ("Cronofagia"), 1969
- Recviem, 1971
- Marea conjugare ("La grande coniugazione”), 1971
- Loto-poeme ("Lotto-poemi"), 1972
- Suave ("Soavi"), 1974
- O sută de poeme ("Cento poesie"), 1975
- Viraje ("Virate”), 1978
- De îndurare ("Per la misericordia"), 1981
- Numărătoarea inversă ("Conto alla rovescia"), 1983
- Blue Apple, trad. in inglese di Eva Feiler, New York, 1981;
- Lady of Miracles, versi, trad. di Laura Schiff, Bucarest, 1982;
- Numărătoarea inversă, versi, Bucarest, 1983;
- Jocuri de vacanță, versi e prosa, Bucaresti, 1983;
- El sangre, trad. in spagnolo di Mihaela Rădulescu, Bucarest, 1983;
- Lady of Miracles, trad. di Laura Schiff, Berkley, 1988;
- Call Yourself Alive?, versi, trad. in inglese di Brenda Walker e Andreea Deletant, Londra, 1988 (II, 1989);
- Life Sentence. Selected Poems, New York & London, 1990 (Trad.: Richard Wilbur, Stanley Kunitz, Carolyn Kiser, Nina Cassian, Andreea Deletant, Petre Solomon, Cristian Andrei etc);
- Cheerleader for a Funeral, Trad. da Brenda Walker con l'autrice, London & Boston, 1992;
- Cearta cu haosul, versi e prosa (1945-1991), Bucarest, 1993;
- Desfacerea lumii: 1984-1996, versi, Bucarest, 1997;
- Take My Word for It, versi, New York, 1998;
- Something Old, Something New, poemi, con disegni dell'autore, Tuscaloosa, Alabama, 2002;
- Memoria ca zestre. vol. I: 1948-1953, 1975-1979, 1987-2003; vol. II: 1954-1985, 2003-2004, Bucarest, 2003-2004.

### Per bambini
- Nică fără frică ("Nica senza paura"), 1952
- Ce-a văzut Oana ("Cos'ha visto Oana"), 1952
- Florile patriei ("I fiori della patria"), 1954
- Prinţul Miorlau ("Il principe Miorlau"), 1957
- Aventurile lui Trompişor ("Le avventure di Trompişor"), 1959
- Încurcă-lume ("Il fastidia-gente"), 1961
- Curcubeu (”Arcobaleno"), 1962
- Povestea a doi pui de tigru, numiţi Ninigra şi Aligru ("La storia di due cuccioli di tigre, chiamati Ninigra e Aligru"), 1969
- Pisica la televizor ("Il gatto della TV"), 1971
- Între noi copiii ("Tra noi bambini"), 1974
- Roșcată ca arama și cei șapte șoricari, versuri pentru copii (Rossarame e i sette bassotti), Bucarest, 1985;

### Traduzioni di Nina Cassian
- Vl. Maiakovski, Ce să fiu, Bucarest, 1951;
- M. Isakovski, Poezii alese, Bucarest, 1951;
- Vl. Maiakovski, Calul năzdrăvan, Bucarest, 1952;
- idem, Iată o cărticică în dar, despre moarte, despre far, Bucarest, 1953;
- idem, Pe fiecare filă, un elefant, o cămilă, Bucarest, 1953;
- A. Barto, Sărbătoarea ta, Bucarest, 1953;
- Vl. Maiakovski, Copiilor, Bucarest, 1953;
- K. Ciukovski, Povești, Bucarest, 1956 (ed. II, 1959; ed. III, 1963);
- Moliere, Mizantropul, Bucarest, 1956 (ed. II, 1966);
- idem, Femeile savante, Bucarest, 1958 (ed. II, 1974);
- Mărgărita Aligher, Zoia, Bucarest, 1958;
- Iannis Ritsos, Arhitectura copacilor, Bucarest, 1959;
- K. Ciukovski, Puișorul, Bucarest, 1959;
- D. Rendis, Legenda lacului, Bucarest, 1963;
- Iannis Ritsos, A patra dimensiune, Bucarest, 1964;
- D. Rendis, Poezii, Bucarest, 1966;
- B. Brecht, Versuri, Bucarest, 1966;
- Christian Morgenstern, Cântece de spânzurătoare, Bucarest, 1970;
- Paul Celan, Versuri, in collaborazione con Petre Solomon, Bucarest, 1973;
- H. Kahlau, Fluxul lucrurilor, Bucarest, 1974;
- Moliere, Femeile savante, Bucarest, 1974;
- E. Guillevie, Poemi, Bucarest, 1977;
- I. Manger, Balada evreului care a ajuns de la cenușiu la albastru, trad. in collaborazione con I. Bercovici, Bucarest, 1983.

### Traduzioni in lingua italiana
- C'è modo e modo di sparire. Poesie 1945-2007, Milano, Adelphi, 2013. A cura di Ottavio Fatica. Traduzioni dal romeno di Anita Natascia Bernacchia; traduzioni dall'inglese di Ottavio Fatica.
- Iarna (inverno), Caltanissetta-Roma, S. Sciascia, 1960, versione a cura di Antonino Uccello.
- Poesie scelte, in L'immaginazione, n. 246/2009 (Manni Editori), traduzione di Anita Natascia Bernacchia.
- Il sangue;  La tentazione; Cedere il posto agli anziani e agli ammalati; Mi tagliano in due; Il mio dialogo con la dittatura, in Il vizio di leggere di Vittorio Sermonti, Rizzoli, 2009, ISBN 88-17-03298-0 traduzione a cura di Anita Natascia Bernacchia.